# Brian Mulroney
Martin Brian Mulroney (20 tháng 3 năm 1939 – 29 tháng 2 năm 2024) là thủ tướng thứ 18 của Canada từ 17 tháng 9 năm 1984 đến 25 tháng 6 năm 1993, và là lãnh đảo Đảng Bảo thủ Tiến bộ Canada từ năm 1983-1993. Nhiệm kỳ Thủ tướng Chính phủ của ông đã được đánh dấu bằng sự ra đời của các cải cách kinh tế quan trọng, chẳng hạn như Hiệp định Thương mại tự do Canada-Hoa Kỳ và Thuế Hàng hoá và Dịch vụ, và sự từ chối cải cách hiến pháp như hiệp ước Meech Lake và hiệp ước Charlottetown. Trước khi bước vào sự nghiệp chính trị, ông là một luật sư nổi bật và doanh nhân ở Montreal.
Mulroney sinh ngày 20 tháng 3 năm 1939 tại Baie-Comeau, Quebec, một thị trấn xa xôi hẻo lánh ở phần phía đông của tỉnh. Ông là con trai của cha mẹ người Công giáo Canada gốc Ireland, Mary Irene (nhũ danh O'Shea) và cha là Benedict Martin Mulroney, là một thợ điện nhà máy giấy. Vì không có trường trung học Công giáo tiếng Anh ở Baie-Comeau, Mulroney hoàn thành chương trình trung học tại một trường nội trú Công giáo Rôma ở Chatham, New Brunswick được điều hành bởi Đại học St. Thomas (vào năm 2001, Đại học St Thomas đặt tên tòa nhà học đường mới nhất họ theo tên ông). Benedict Mulroney làm việc thêm giờ và điều hành một doanh nghiệp sửa chữa để kiếm thêm tiền cho con cái ông ăn học, và ông đã khuyến khích con trai cả của mình để theo học đại học.

## Thủ tướng (1984–1993)

Mila (trái) và Brian (phải) Mulroney tại Căn cứ Không quân Andrews vào tháng 9 năm 1984

Chiến thắng đa số của Đảng Bảo thủ đầu tiên sau 26 năm — và chỉ là chiến thắng thứ hai sau 54 năm — ban đầu dường như đã mang lại cho Mulroney một vị trí rất đáng gờm. Đảng Bảo thủ chỉ giành được hơn một nửa số phiếu phổ thông và không có đảng nào vượt qua được mốc 50 ghế. Ông có toàn quyền quyết định đưa Canada đi theo hầu hết mọi hướng mà ông muốn. Vị trí của ông bấp bênh hơn nhiều so với những gì đa số trong nghị viện của ông đề xuất. Sự ủng hộ của Mulroney dựa trên một liên minh lớn gồm bảo thủ xã hội những người theo chủ nghĩa dân túy từ phương Tây, những người theo chủ nghĩa dân tộc Quebec và những người bảo thủ tài chính từ Ontario và Đại Tây Dương Canada. Những sở thích đa dạng như vậy trở nên khó khăn đối với ông.
Hầu hết các bộ trưởng của Mulroney đều có ít kinh nghiệm cầm quyền, dẫn đến xung đột lợi ích và những vụ bê bối đáng xấu hổ. Nhiều Tories mong đợi các cuộc hẹn bảo trợ do đã rời khỏi chính phủ trong một thời gian dài. Mulroney đưa một số lượng lớn người phương Tây vào Nội các của mình (bao gồm cả Clark với tư cách là bộ trưởng ngoại giao). Ông không hoàn toàn thành công, thậm chí ngoài chính sách kinh tế và hiến pháp. Ví dụ: ông đã chuyển dịch vụ CF-18 từ Manitoba đến Quebec vào năm 1986, mặc dù giá thầu ở Manitoba thấp hơn và công ty được đánh giá tốt hơn. Mulroney cũng nhận được những lời đe dọa tử vong vì gây áp lực lên Manitoba về quyền sử dụng tiếng Pháp.